# Scabiosa tschiliensis
Scabiosa tschiliensis là một loài thực vật có hoa trong họ Kim ngân. Loài này được Grüning miêu tả khoa học đầu tiên năm 1913.